# Весенний дождь
«Весенний дождь» — советский короткометражный фильм 1958 года, ВГИКовская курсовая работа студентов Киры Муратовой и Александра Муратова.

## Сюжет
Формальная и смысловая завершённость этой работы, её эмоциональная сложность и глубина, удивительным образом раскрытые в менее чем получасовом хронометраже, поражают и сегодня.
История встречи и первого романтического чувства между двумя вступающими во взрослую жизнь молодыми людьми — Катей и Костей.

## В ролях
- Валентина Хмара — Катя
- Олег Табаков — Костя

В эпизодической роли, впервые на экране, появилась сама режиссёр фильма Кира Муратова — в роли девушки, которая вместе с Костей, ожидающим, когда придёт на свидание Катя, прячется от дождя у входа в лефортовский Парк культуры и отдыха МВО.

## О фильме
Тематика фильма объясняется временем съёмок — 1958 год: в тот год началась очередная антиалкогольная кампания в СССР, поэтому этот фильм даже показывали по телевидению.

Кира-еще-не-Муратова и Александр Муратов — соавторы сценария и сопостановщики — воспользовались случаем снять «заказной» антиалкогольный фильм в оболочке оттепельной мелодрамы. Он (одно из самых первых появлений на экране Олега Табакова!), она (еще одна ученица Герасимова Валентина Хмара), бутылка водки — и московский дождь.— историк кино Наталья Рябчикова
Фильм снят на учебной киностудии ВГИК как курсовая и дипломная работа режиссёров и операторов.
Курсовая работа студентов режиссёрской мастерской Сергея Герасимова студентов 4-го курса Киры Муратовой (в титрах ещё Короткова) и Александра Муратова.
Дипломная работа операторов студентов Альфредо Альвареса и Александра Рыбина (однако, уже известных — двумя годами ранее их общей курсовой работой были «Убийцы» Тарковского-Гордона-Бейку). Рецензентом по дипломной работе операторов был назначен В. М. Шумский, по итогу экзаменационной комиссией им были выданы дипломы с отличием.
Актёры в фильме — тогда ещё никому неизвестные недавний выпускник Школы-студии МХАТ Олег Табаков (вторая роль в кино) и студентка 5-го курса ВГИКа Валентина Хмара (четвёртая роль в кино).

## Критика
Фильм ощутимо контрастирует с общей приподнятой интонацией оттепельного кино, полного лёгкости и надежды. Ещё не стилем, но фирменной муратовской горькой лирикой картина предвосхищает «Короткие встречи» и «Долгие проводы», первые её полностью самостоятельные фильмы. — кинокритик Алексей Артамонов

Уже в «Весеннем дожде» за общей традицией оттепельного кино (найдите 10 отсылок к «Летят журавли»!) можно уловить знаки будущего муратовского стиля: здесь и нарочитая банальность реплик, и их повторы, и внезапный, уже предвещающий «Короткие встречи», флэшбек…— историк кино Наталья Рябчикова

Удивительно, что в этом коротком метре, рассказывая простую и вроде бы романтическую историю, авторам удалось задать такой большой объем. Это фильм не о паре, а о женщине, именно она здесь принимает решения и взрослеет. Даже весенний дождь из названия — не романтический, а тревожный, первый взрослый. Здесь очень глубокий, очень зрелый взгляд на женщину.— режиссёр Бакур Бакурадзе